# 古拉 (城镇)

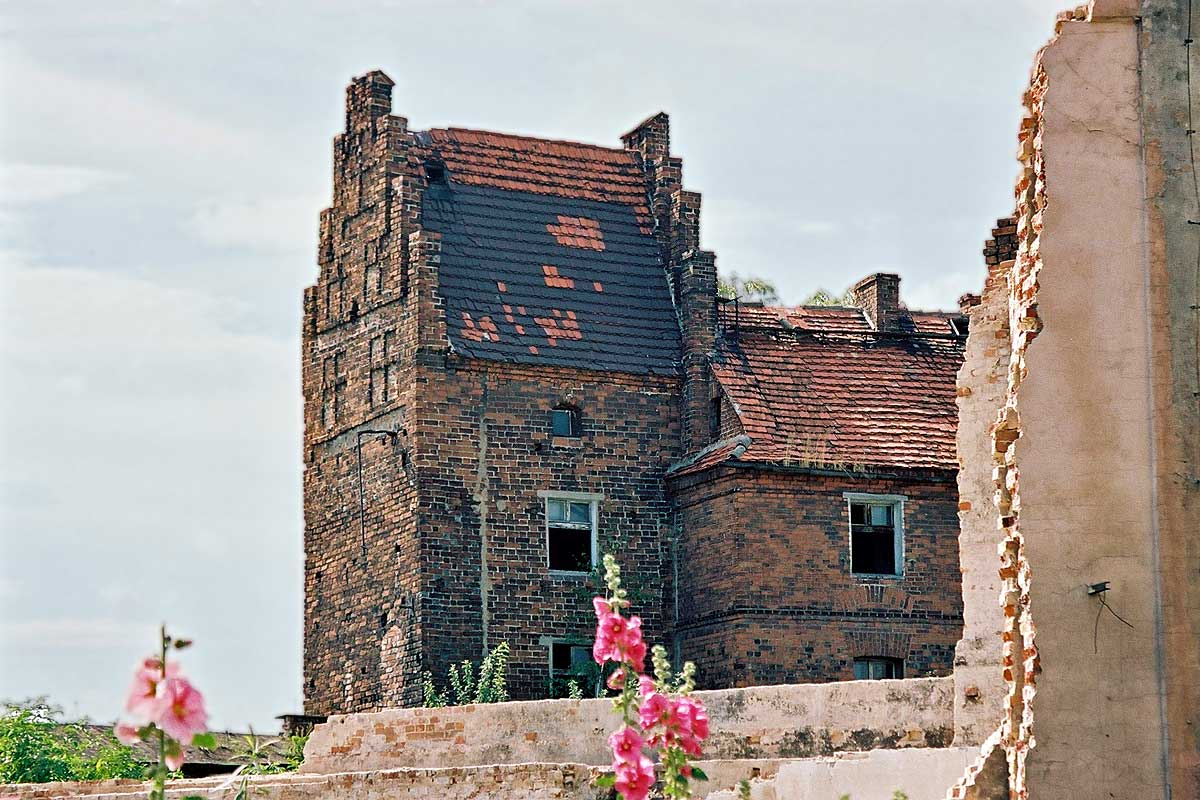
古拉

古拉是波蘭的城鎮，位於該國西部，距離首府弗罗茨瓦夫69公里，由下西里西亞省負責管轄，面積13.65平方公里，海拔高度96米，2006年人口12,574。1741年1月，該鎮被普魯士王國佔領。

## 外部連結
- Góra's official website （页面存档备份，存于）
- Jewish Community in Góra on Virtual Shtetl
- Guhrau Gora Pictures

51°40′N 16°33′E / 51.667°N 16.550°E